# Une certaine jeune fille
Pour plus de détails, voir Fiche technique et Distribution.
Une certaine jeune fille (Private Number) est un film américain réalisé par Roy Del Ruth en 1936.

## Synopsis
Ellen Neal est une jeune femme  à la recherche d'un emploi de domestique lorsqu'elle arrive dans la maison de la riche famille Winfield. Elle y rencontre la servante Gracie, qui organise un entretien entre elle et le majordome de la famille, Thomas Wroxton. Ce dernier dirige le personnel de la maison comme un tyran, exigeant une grande partie de leur salaire hebdomadaire comme commission et bien qu'Ellen n'ait aucune références, il la trouve séduisante. Il accepte donc de lui donner un mois d'essai et lui dit qu'elle ne doit rendre de comptes qu'à lui. Elle part, mal à l'aise mais Gracie la convainc de rester. Ellen rencontre alors Mme Winfield et la charme tellement qu'on lui demande de devenir sa domestique personnelle.
Le fils de Mme Winfield, Richard, rentre de l'université et rencontre Ellen lors d'une fête. Il ne se doute pas qu'elle est une domestique. Plus tard, Gracie et son petit ami Smiley emmènent Ellen à un double rendez-vous, la mettant en présence d'un inconnu. Une émeute éclate après une dispute entre les hommes. Ellen s'enfuit et rencontre Coakley, un homme qu'elle venait de rencontrer avant le rendez-vous, qui est prêt à la ramener chez elle. Il l'emmène chez lui, mais tous deux sont arrêtés après que la police ait fait une descente dans la maison en raison d'un avis concernant des jeux d'argent illégaux. Wraxton la fait sortir de prison sous caution.
Lors d'un voyage familial dans le Maine, Ellen apprend que Richard doit épouser une autre femme. Malgré cela, Richard lui dit qu'elle est son seul intérêt romantique et qu'il se moque qu'elle soit une domestique. Il suggère qu'ils se marient, mais elle pense que ce serait une erreur. Plus tard, Wroxton demande à Ellen de l'épouser, admettant qu'il observe chacun de ses mouvements. Elle le rejette et il se rend compte de sa relation avec Richard. Une servante lui dit qu'elle sait qu'Ellen est enceinte et qu'elle a secrètement épousé Richard. Un Wroxton vengeur annonce immédiatement la grossesse aux Winfields. M. Winfield veut mettre fin à son emploi, mais Mme Winfield exprime à quel point elle aime Ellen. Ils veulent obtenir plus d'informations d'Ellen, mais Gracie arrive et s'empresse de dire qu'Ellen et Richard sont mariés. Ils commencent tous à se disputer et Wroxton les informe de l'arrestation d'Ellen. Frustrée, Ellen part en trombe sans accepter l'argent offert par la famille et confirme qu'elle est enceinte. Lorsque Richard découvre qu'Ellen est partie, il la recherche tandis que Wroxton et M. Winfield conviennent d'ignorer tout courrier qui pourrait venir d'elle à l'avenir.
Ellen accouche seule et vit désormais dans une ferme. Gracie et Smiley viennent lui rendre visite, mais deux hommes se présentent et lui remettent une lettre détaillant comment Richard veut annuler leur mariage pour cause de fraude. Smiley appelle son avocat Stapp (joué par John Miljan) qui dit qu'ils doivent d'abord vérifier qu'Ellen est bien mariée à Richard. Pendant ce temps, Richard n'a aucune idée de l'existence de la lettre puisqu'elle a été envoyée par sa famille à son insu. M. Winfield montre à Richard qu'Ellen paie un appartement et dépense de grosses sommes d'argent en son nom en tant que Mme Winfield, ce qui renforce leurs soupçons qu'elle est une chercheuse d'or. Tout ce scandale fait l'objet d'un article à sensation dans le journal local. Richard retrouve Ellen et signe les papiers d'annulation après avoir réalisé qu'elle avait en fait été arrêtée auparavant. Stapp prépare Coakley comme témoin. Ellen témoigne qu'elle n'est pas une chercheuse d'or, qu'elle aime simplement Richard et qu'elle veut protéger leur bébé. A la grande surprise d'Ellen et de Stapp, Coakley est appelé par le procureur comme témoin. Il ment sur ce qui s'est passé la nuit où elle a été arrêtée et insinue qu'il a couché avec elle alors qu'elle était mineure. Stapp demande qu'il soit arrêté sur le champ. Paniqués, Coakley et l'équipe de l'accusation se réunissent et il est révélé que Wroxton l'a payé pour changer de camp et mentir pour son témoignage. Richard frappe Wroxton et demande au tribunal de rejeter l'affaire. Il fait ensuite un discours pour dire combien il aime Ellen et qu'il a toujours cru qu'elle était innocente. 
Le couple se réconcilie enfin.

## Fiche technique
- Titre français : Une certaine jeune fille
- Titre original : Private Number
- Réalisation : Roy Del Ruth
- Scénario : Gene Markey et William M. Conselman d'après la pièce Common Clay de Cleves Kinkead
- Production : Raymond Griffith (producteur associé)
- Studio de production et de distribution : 20th Century Fox
- Musique : Cyril J. Mockridge (non crédité)
- Photo : J. Peverell Marley
- Montage : Allen McNeil
- Direction artistique : Mark-Lee Kirk
- Décorateur de plateau : Thomas Little
- Costumes : Gwen Wakeling
- Pays de production : américain
- Langue : Anglais
- Genre : Drame
- Format : Noir et blanc - Son : Mono (Western Electric Noiseless Recording)
- Durée : 80 minutes
- Dates de sortie :
  - France : 5 juin 1936

## Distribution
- Loretta Young : Ellen Neal
- Robert Taylor : Richard Winfield
- Basil Rathbone : Thomas Wroxton
- Patsy Kelly : Gracie
- Joe E. Lewis : Smiley Watson
- Marjorie Gateson : Mme Maggie Winfield
- Paul Harvey : Perry Winfield
- Jane Darwell : Mme Meecham
- Paul Stanton : Rawlings
- John Miljan : Sam Stapp
- Monroe Owsley : James Coakley
- Billy Bevan : Frederick
- Frank Dawson : Graham
- George Irving : Juge
- May Beatty : Grand-mère Gammon